# Magelhaens (Mondkrater)
Magelhaens ist ein Einschlagkrater am südwestlichen Ufer des Mare Fecunditatis im östlichen Teil der Mondvorderseite. Er liegt südsüdwestlich des Kraters Goclenius etwa halbwegs zwischen den Kratern Gutenberg im Nordwesten und Colombo im Südosten.
Die äußere Rand von Magelhaens ist schmal und unregelmäßig und nur sehr entfernt kreisförmig. An der südöstlichen Seite schließt sich der kaum kleinere Satellitenkrater 'Magelhaens A' an. Das Kraterinnere ist durch basaltische Lava überflutet, die dem Kraterboden dieselbe dunkle Färbung wie das Mare im Nordosten verleiht. Darüber hinaus bildet er eine ebene Fläche ohne besondere Kennzeichen.
| Buchstabe | Position           | Durchmesser | Link |
| --------- | ------------------ | ----------- | ---- |
| A         | 12,73° S, 44,95° O | 30 km       |      |

## Weblinks

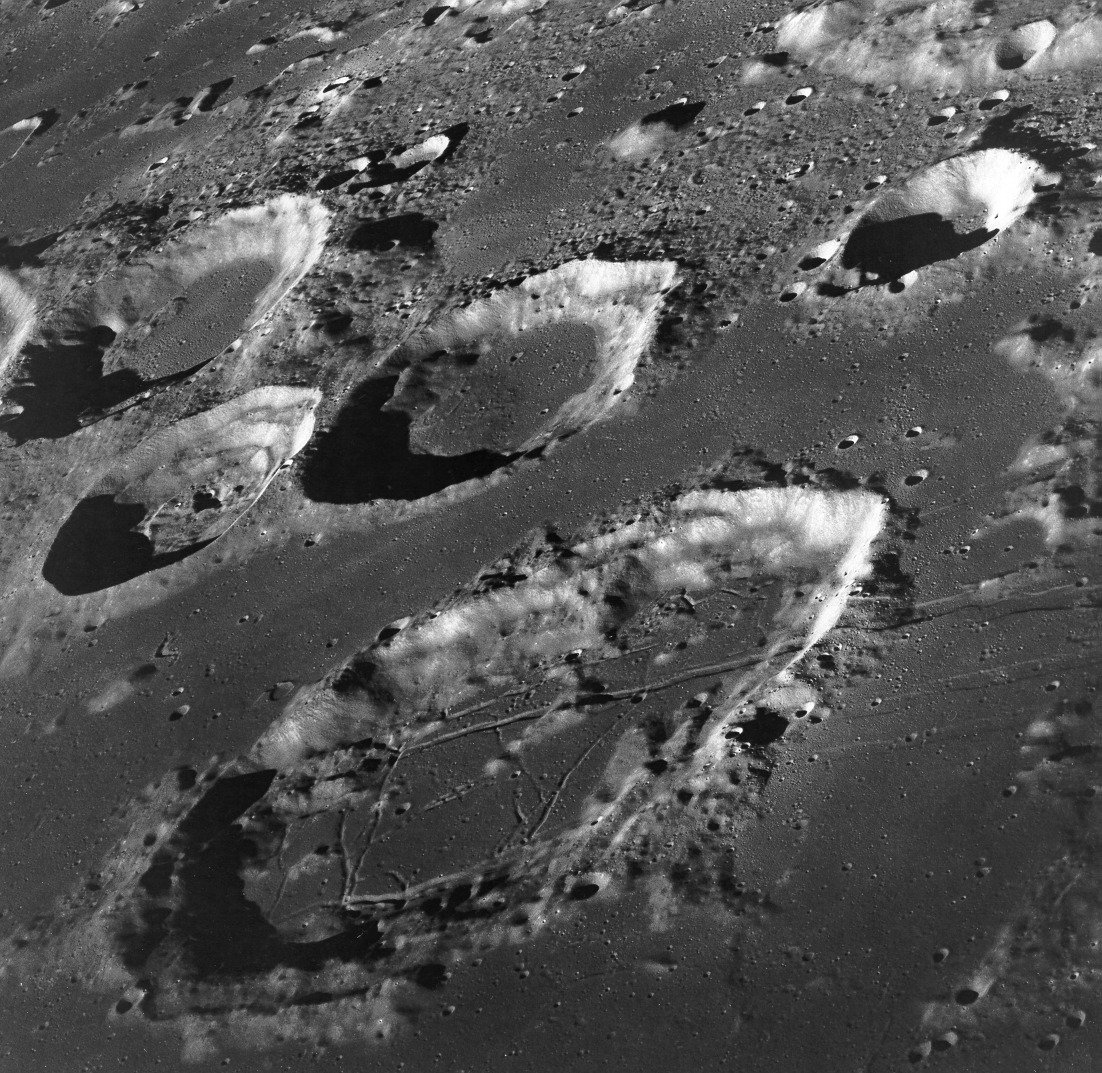
Magelhaens (Bildmitte) und Magelhaens A (linker Rand Mitte) aufgenommen von Apollo 8 (NASA photo)